# Nhà thờ chính tòa Santa María de Vitoria
Nhà thờ chính tòa Santa María de Vitoria (Tiếng Tây Ban Nha: Catedral de Santa María de Vitoria) là một nhà thờ chính tòa nằm ở Vitoria, Tây Ban Nha, Tây Ban Nha. Nó được công nhận là Bien de Interés Cultural năm 1931.